# Michael Meier-Brügger
Michael Meier-Brügger (ur. 13 sierpnia 1948 w Zurychu) – szwajcarski językoznawca, indoeuropeista.
Doktoryzował się w 1973 r. na Uniwersytecie Zuryskim. W latach 1996–2013 był profesorem indoeuropeistyki i komparatystyki na Wolnym Uniwersytecie Berlińskim. Współredaguje czasopisma „Glotta” i „Indogermanische Forschungen”.

## Wybrana twórczość
- Griechische Sprachwissenschaft (dwa tomy, 1992)
- Indogermanische Sprachwissenschaft (wyd. 9, 2010)